# Бахтин, Константин Николаевич
Константи́н Никола́евич Ба́хтин (1873, неизвестно — 12 декабря 1930, Москва) — русский живописец-пейзажист, член Товарищества передвижных художественных выставок, один из учредителей Объединения художников-реалистов (ОХР).

## Биография

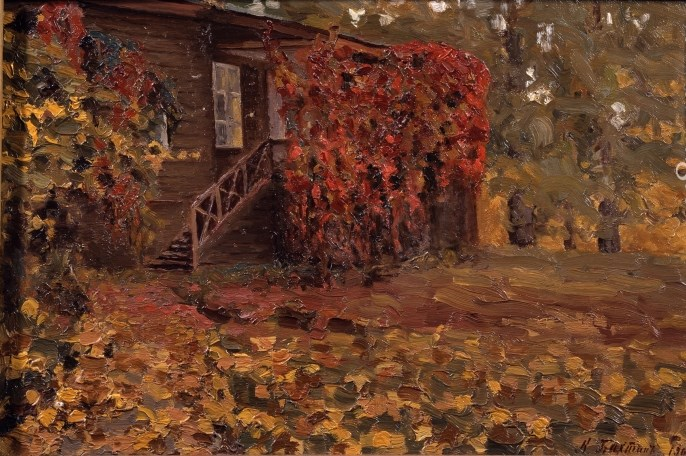
«Опустевшая дача», (1909), холст, масло — Сумской областной художественный музей им. Н. Х. Онацкого

Родился на Украине. Художественное образование получил в Киеве, в рисовальной школе Николая Ивановича Мурашко, которую окончил в 1900 году.
Жил в Москве. Работал в жанре лирического пейзажа и натюрморта. С 1903 по 1920 в летние месяцы выезжал на эскизы в Полтавскую губернию в Кременчуг и Тверскую губернию, на дачу к В. К. Бялыницкому-Бируля «Чайка».
С 1908 экспонент, с 1923 — член Товарищества передвижных художественных выставок. Экспонировался на XXXVI, XXXVIII — XLII и XLIV — XLVIII выставках Товарищества.
На XLIV  выставке  экспонировал 4 произведения: "Синие цветы", "Этюд", "Дворик", "Последние листья".
В 1927 году вместе с группой бывших членов Товарищества передвижных художественных выставок и Союза русских художников, учредил Объединение художников-реалистов (ОХР). Исполнял обязанности секретаря Объединения, просуществовавшего до 1932 года.

## Галерея

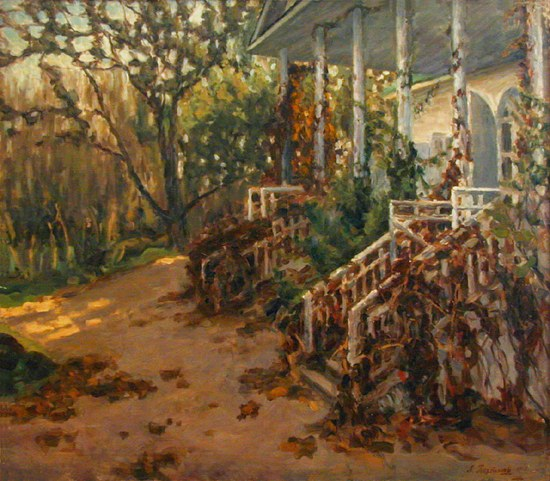
«Поздняя осень» (пейзаж с верандой), (1913), холст, масло — Челябинский государственный музей изобразительных искусств.
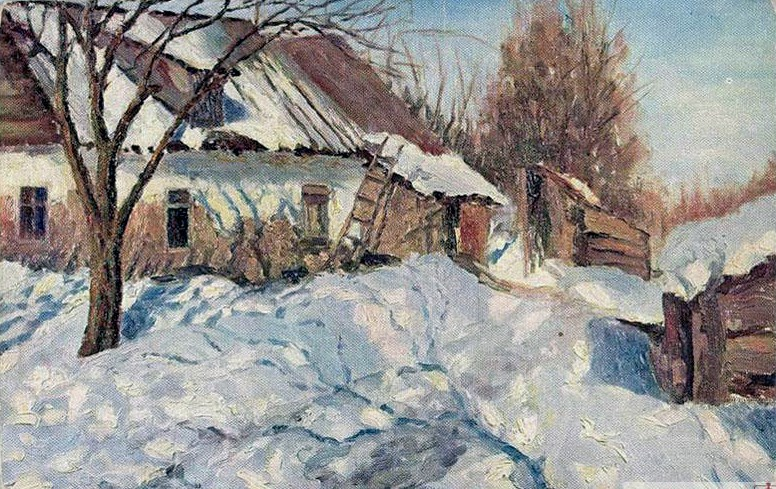
«Март», (1908), холст, масло — Донецкий областной художественный музей.
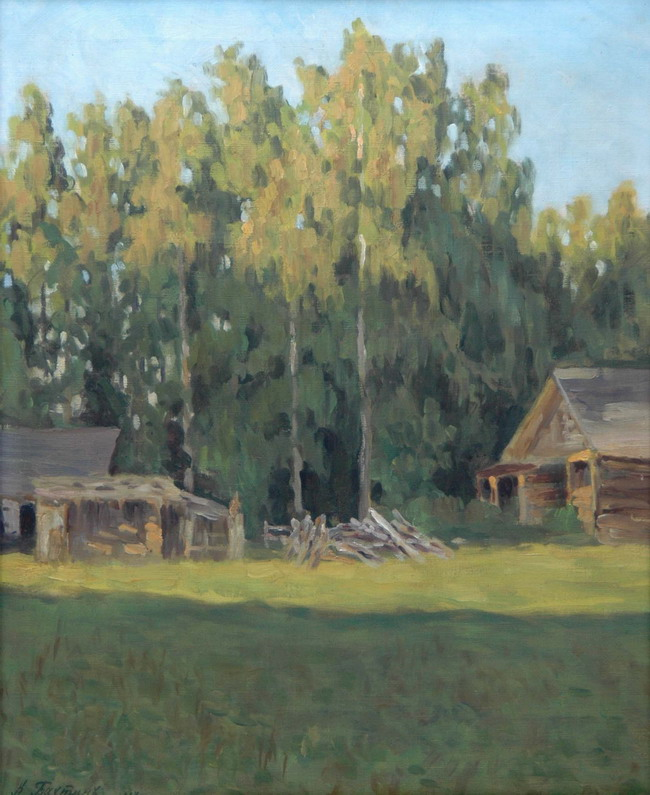
«Пейзаж», (1917), холст, масло — частное собрание.
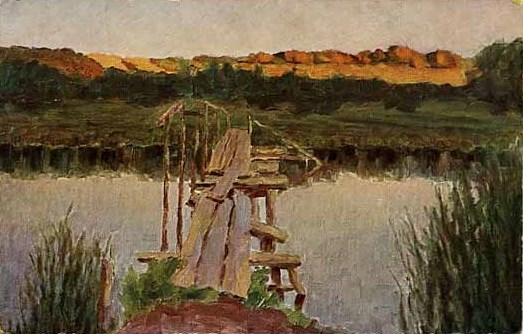
«Мостки», (ранее 1917), холст, масло — местонахождение неизвестно.